# Bill Tremlett
Bill Tremlett es un deportista británico que compitió en vela en la clase Tornado. Ganó una medalla de oro en el Campeonato Mundial de Tornado de 1968.

## Palmarés internacional
| Campeonato Mundial | Campeonato Mundial | Campeonato Mundial | Campeonato Mundial |
| Año                | Lugar              | Medalla            | Clase              |
| ------------------ | ------------------ | ------------------ | ------------------ |
| 1968               | Kiel (RFA)         | Medalla de oro     | Tornado            |